# Kopsia tenuis
Kopsia tenuis är en oleanderväxtart som beskrevs av Leenh. och van Steems. Kopsia tenuis ingår i släktet Kopsia och familjen oleanderväxter. Inga underarter finns listade i Catalogue of Life.